# سودا (خلط‌ها)
سودا، یکی از خلط‌های چهارگانه (اخلاط اربعه به معنی ترکیب های چهار گانه) در طب سنتی اخلاطی است.
طبیبان سنتی معتقد هستند غلبه خلط سودا در بدن باعث بروز عوارضی از جمله: لاغری، تیرگی پوست غلظت خون، مالیخولیا، سوزش دهانه معده، اشتهای کاذب و … می‌شود. همچنین نباید اسم سودا‌‌ را با سودا به معنی رنگ سیاه اشتباه گرفت البته اين در حالي است‌ که‌ دو واژه هم‌ ریشه هستند 
افراد سوداوی معمولا رنگ پوست تیره قفسه سینه کوچک عضلات محکم و کوچک دارند 
آز لحاظ روانی افراد سوداوی معمولا فرمان بردار و مصمم هستند در کتب طبی سفارش شده که سربازان جنگ ها را  را آز سوداوی ها انتخاب کنید